# Gotarces I de Pàrtia
|  | Per a altres significats, vegeu «Gotarces». |

Gotarces I de Pàrtia   (segle II aC - dècada del 80 aC) va ser rei de Pàrtia de l'any 90 aC al 80 aC aproximadament.
Cap a l'any 90 aC, abans de la mort de Mitridates II, Gotarces I, membre de la família arsàcida, fill de Fraates I i net de Fraapatios I, es va revoltar i es va proclamar rei, dominant una part de l'Imperi. Controlava Mesopotàmia i una part de la Mèdia. Es creu que la seva capital era Babel. La guerra civil va durar uns deu anys.
Tigranes II d'Armènia va aprofitar les lluites civils i va sotmetre els reis de Corduena, Adiabene i Atropatene, recuperant els territoris que havia cedit l'any 95 aC.
L'any 87 aC va morir Mitridates II en un combat contra els armenis a la riba de l'Araxes, quan el seu fill, Orodes I de Pàrtia, estava a punt d'envair Mesopotàmia per lluitar contra Gotarces.
Gotarces va morir de mort natural cap a l'any 80 aC, i Orodes I que ja havia eliminat Mitridates II i Gotarces I va ser el nou rei de tot l'imperi part cap al 87 aC. Va tenir un rival desconegut que devia ser el seu successor, membre d'una tribu dels saces, Sanatroces I, rei únic des de l'any 77 aC.